# Club Atlético Los Andes
El Club Atlético Los Andes és un club de futbol argentí de la ciutat de Lomas de Zamora.

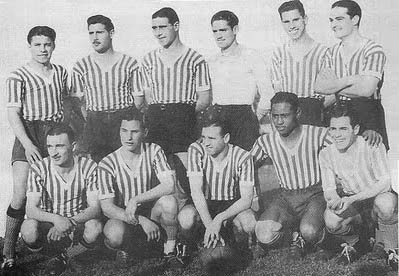
Equip el 1938 campió de Primera C.

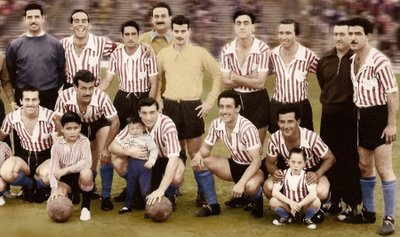
Equip el 1957 campió de Primera C.

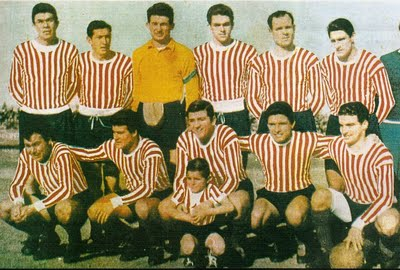
Equip el 1960 campió de Primera B.

## Palmarès
- Primera B Metropolitana (2): 1960, 2014
- Primera C (3): 1926, 1938, 1957